# 西武31形電気機関車

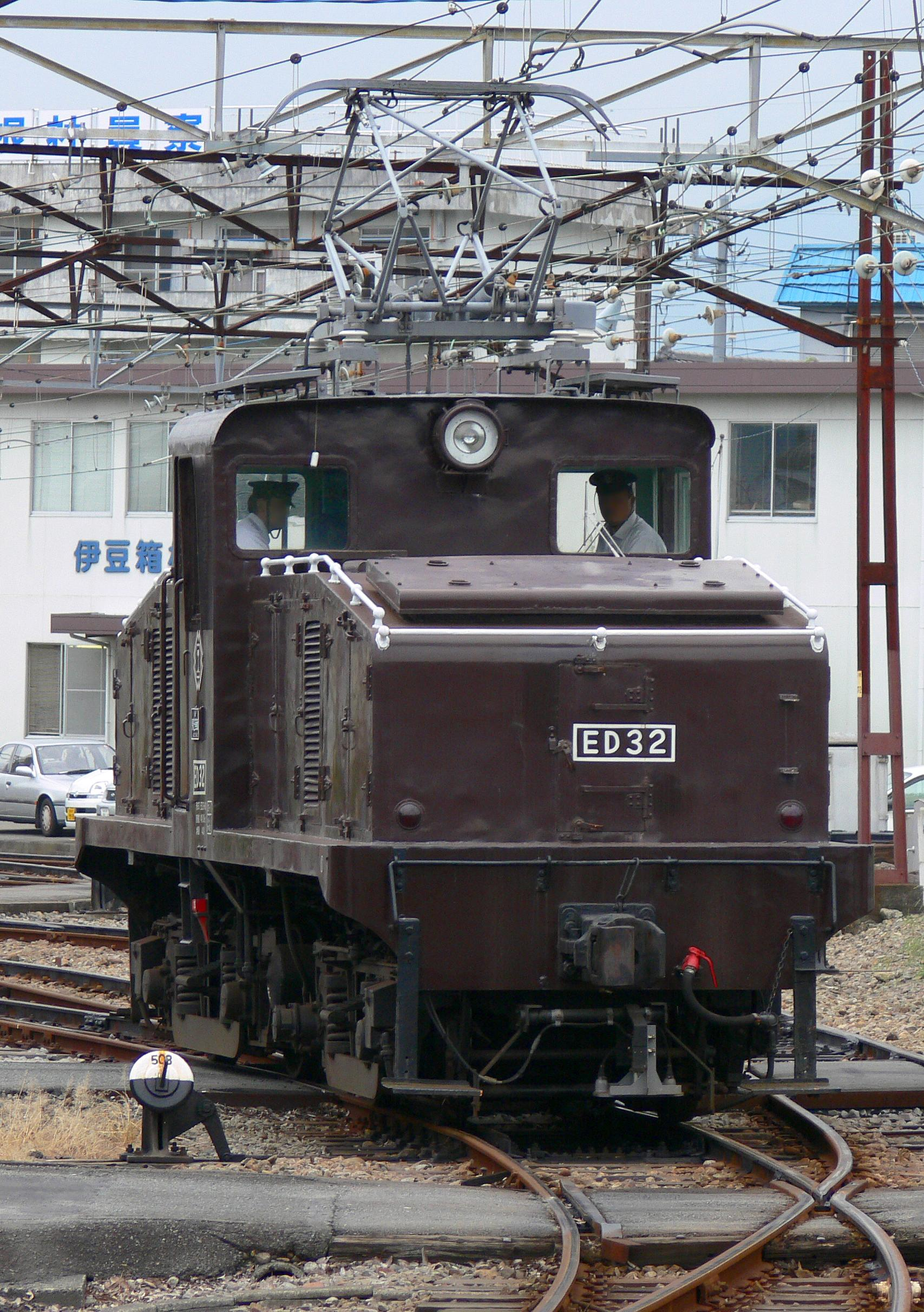
伊豆箱根鉄道ED31形（32号機）

西武31形電気機関車（せいぶ31がたでんききかんしゃ）は、西武鉄道が1948年（昭和23年）に導入した凸型の直流用電気機関車である。現在は伊豆箱根鉄道のED31形電気機関車として2両が在籍している。

## 概要
1948年に東京芝浦電気で31形31 - 33（車両番号はいずれも初代）の3両が製造された。第二次世界大戦中から戦後にかけて同社が多く製造した戦時標準設計型の40t級凸型機関車の一つで、同系機に東武鉄道ED4010形・ED4020形や富山地方鉄道デキ14730形、名古屋鉄道デキ600形、南海鉄道ED1150形・ED5151形、日本国有鉄道ED37形などが存在する。

## 導入経緯
西武鉄道は第二次世界大戦後、非電化の川越線（現・国分寺線）の電化と、これによる貨物輸送力の増強を計画したが、この際に1947年（昭和22年）2月1日付で同線用電気機関車として45t級電気機関車4両の設計認可申請を行った。
その後、様々な事情から計画が変更され、最終的に40t級電気機関車3両の設計認可が得られたのは川越線の電化完成が間近に迫った1948年7月23日であった。このため、3両が竣工したのは電化完成約1か月前の同年10月11日となっており、後述のメーカーとの訴訟問題も含め、きわどいタイミングで所期の目的を果たしたことになる。
東芝によるこのクラスの凸型電気機関車は、元々日本の多くの私鉄で採用されていた地方鉄道建設規定準拠の車両限界（最大幅2,740mm）に制約されない、植民地／占領地向けとして設計されたものであった。
そのため最大幅が2,800mmを超えており、当時の日本の私鉄での運用に適さないものであった。
一方、戦時中の過酷な物資不足の中で貨物需要は増大し続けていた。これに対応すべく、日本窒素肥料が海南島の鉱山鉄道用として本機を8両発注した。しかし、帝国海軍の制海権喪失で現地への航送が不可能になり、このタイプの40t級電気機関車を遊ばせておくことを許さない状況にあった。
このため、これらの8両は先に挙げた南海鉄道・東武鉄道・奥多摩電気鉄道・名古屋鉄道の各社へ若干の手直しによる最大幅の縮小と、それでもはみ出る車体幅での運転を認める特別設計許可込みで振り向けられた。
東芝製のこのタイプの機関車は、その後も同社が運輸通信省より電気機関車一括生産工場の指定を受け、別途新設計の機関車を製作する時間的余裕もなかったことから、車体幅の問題があることを承知でほぼそのまま大量生産が開始された。
だが、それらは戦争中の需要には間に合わず戦後にキャンセルされたため、規格外の車体幅を備えたこのタイプの機関車の仕掛品が東芝社内で在庫を多数抱える状況となった。
西武農業鉄道が東芝社内でだぶついていたこのタイプの機関車の購入に踏み切れたのは、戦災国電の払い下げなどを受けることを前提として車両限界を国鉄並みに拡大していたためであった。
いざ導入はしてみたものの、戦後のインフレから支払い価格を巡って折り合いが付かず、遂には契約不履行を巡って裁判に発展。結局当初の契約価格で入手している。
その後1955年（昭和30年）に自社所沢車両工場で1両を模倣製造した。オリジナルの東芝製車両との違いは、扉が側面向かって右側に取り付けられた点や、台車にTR14が使用されていた点などである。

## 改番と譲渡
主電動機を国鉄電車で制式のMT15とし、歯数比も電車並みの2.74としていた結果、本形式は牽引力が低く定格速度が34.8km/hと、この種の機関車にしては極端に高い特異な走行性能であった。そのため電気機関車としては扱いづらく、製造からの経年が浅かったにもかかわらず持て余し気味となり、1949年（昭和24年）に32（初代）が降圧改造工事などを実施の上で駿豆鉄道へ貸し出され、さらに1952年（昭和27年）に33（初代）、翌1953年（昭和28年）に32が駿豆鉄道に正式に譲渡された。
これら2両は同社駿豆線のED31形として同一番号のまま運用されている。前述のとおり1955年に所沢工場製造で32（2代）として1両のデッドコピー機が製造されたが、1956年（昭和31年）に既存の31（初代）と番号を交換し、31（2代）となっている。その後、32（3代）は1957年（昭和32年）4月に遠州鉄道に譲渡され同社ED21形ED212に、自社製造の31（2代）は1961年（昭和36年）12月にE31形（初代）E31と改称・改番されたのち、1963年（昭和38年）7月に越後交通に譲渡され、同社長岡線のED310形ED311となった。これにより本形式は西武からは形式消滅となった。

### 伊豆箱根鉄道ED31形
伊豆箱根鉄道駿豆線の前身駿豆鉄道は1949年11月にそれまで所有していたED4012, ED4013を岳南鉄道に譲渡し、その代替機として前述のとおり西武から32・33（いずれも初代）を借り入れ、1952年3月に33（初代）を、翌1953年7月に32（初代）を正式に譲受し、1957年にそれぞれED32・ED33に改番した。
当時の駿豆鉄道は直流600V電化だったため、入線時に降圧改造が施されたが、1959年（昭和34年）8月に1500V昇圧に備え再改造が実施された。ED32は1972年（昭和47年）11月にATSを、1978年（昭和53年）11月には列車無線が装備され、また1983年（昭和58年）には日本国有鉄道のサロンエクスプレス東京乗り入れに備え、ED32・ED33揃って重連総括制御装置が装備された。
また､本来の設計だと台車は板台枠になるものが、なぜかTR22を履いて登場している。主電動機もかつてはMT15 (100kW) を使用していたが、現在ではMT30 (128kW) に交換され、この他歯車比も西武時代は21:68だったが、譲渡後に24:65に、そして現在は23:66に変更されている。
上述のとおり、かつてはATS車上子が設置されていなかったED33は車上子を有するED32とともに使用しないと本線を走行できず、大場工場構内の入換に限定して使用されていたが、現在はED33にもATSが設置され、ED32と同じように本線での輸送を行なっている。

### 越後交通ED310形
1963年に所沢工場製のE31（2代）が譲渡されてED311となり、長岡線が廃線になる1995年（平成7年）まで使用された。
同線廃線後は新潟県長岡市にある長岡技術科学大学構内にワラ3・ロ102・モーターカー1両とともに保存されていたが、2003年（平成15年）7月にその場で解体された。

## 主要諸元
東芝製車両（伊豆箱根鉄道ED31形）
- 全長：11,050mm
- 全幅：2,940mm
- 全高：4,250mm
- 運転整備重量：40.0t
- 電気方式：直流1,500V（架空電車線方式）
- 軸配置：B-B
- 台車形式：TR22
- 主電動機：MT30形 (128kW) ×4基 
  - 歯車比：23:66＝1:2.869
  - 1時間定格出力：512kW
  - 1時間定格引張力：
  - 1時間定格速度：
- 動力伝達方式：歯車1段減速、吊り掛け式
- 制御方式：重連総括制御、抵抗制御、2段組み合わせ制御
- 制御装置：電磁空気単位スイッチ式
- ブレーキ方式：SM式直通空気ブレーキ、手ブレーキ

所沢工場製車両（越後交通ED310形）
- 全長：11,050mm
- 全幅：2,740mm
- 全高：4,185mm
- 運転整備重量：40.0t
- 電気方式：直流1,500V（架空電車線方式）
- 軸配置：B-B
- 台車形式：DT10 (TR14)
- 主電動機：SE114形 (115kW) ×4基 
  - 歯車比：21:68＝1:3.24
  - 1時間定格出力：460kW
  - 1時間定格引張力：4,420kg
  - 1時間定格速度：33.0km/h
- 動力伝達方式：歯車1段減速、吊り掛け式
- 制御方式：重連総括制御、抵抗制御、2段組み合わせ制御
- 制御装置：電磁空気単位スイッチ式
- ブレーキ方式：空気ブレーキ、手ブレーキ